# Бастидас, Родриго де

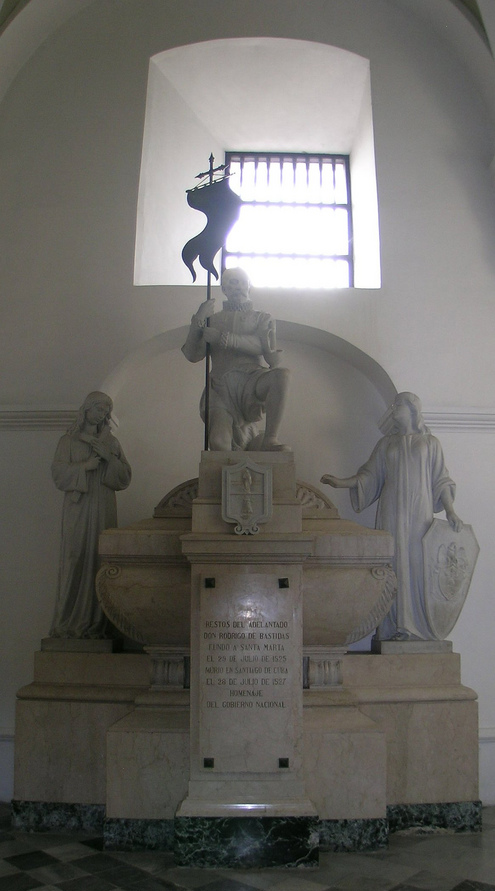
Гробница Родриго де Бастидас в соборе Базилика Санта-Марта.

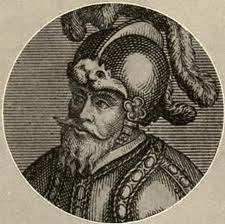
Родриго де Бастидас

Родри́го де Басти́дас (исп. Rodrigo de Bastidas; около 1465, Севилья — 28 июля 1527, Сантьяго-де-Куба, Куба) — испанский конкистадор с титулом аделантадо и исследователь северного берега Южной Америки, основатель города Санта-Марта.

## Личная жизнь
Родриго де Бастидас был состоятельным нотариусом из города Триана, пригорода Севильи, где с ранних лет работал писцом. Его точная дата рождения не установлена, однако по общепринятой версии считается, что Родриго де Бастидас родился в 1465 году. Данная версия основывается на том, что в иске Тапии от 1509 года он объявил, что ему 32 или 33 года . Его отцом был человек по имени Родриго де ла Бастидас Руис.
Родриго де Бастидас женился на Исабель Родригес де Ромера Тамарис, в браке у них родилось восемь детей: Хуан, Гонсало, Родриго де Бастидас и Родригес де Ромера,Тереса де Бастидас, Кристобаль де Санабрия, Гаспар де Вильядиего, Себастьян и Исабель де Бастидас.
После второго путешествия Христофора Колумба в Новый свет в 1494 году и первого путешествия Алонсо де Охеды в 1499 году, в которых Бастидас принимал непосредственное участие, Бастидас попросил короля о создании новой экспедиции и принял участие в ее финансировании в размере 377 547 мараведи, которые он собрал совместно с 20 партнерами. В обмен на право исследовать новые территории испанская Корона потребовала ¼ полученного им дохода. По этому поводу король и королева издали устав, который до сих пор хранится в Национальном архиве Испании.

## Экспедиции
В октябре 1501 года Бастидас отплыл из Кадиса на двух зафрахтованных каравеллах, называвшихся San Antón и Santa Maria de Gracia. В этой экспедиции его сопровождали Васко Нуньес де Бальбоа и Хуан де ла Коса. По достижении берегов Южной Америки Бастидас исследовал около 1000 км побережья Карибского моря, открыл устье реки Магдалены, а также Дарьенский залив и залив Ураба. Участники экспедиции первыми исследовали внутренние области континента в районе Сьерра-Невада-де-Санта-Марта. Из-за плохого состояния кораблей, вызванного корабельными червями, был вынужден вернуться в Санто-Доминго, предварительно первым из европейцев ступив на Панамский перешеек.
Несмотря на постоянный ремонт кораблей, его флот в конечном итоге затонул, а большинство захваченных рабов при этом погибло, однако удалось спасти остальную добычу - золото и жемчуг. Де Бастидас был вынужден вернуться в Санто-Доминго по суше. Во время этого перехода он и его люди занимались меновой торговлей с местными племенами индейцев, обменивая безделушки на еду и припасы. Но вернувшись в Санто-Доминго его арестовал губернатор Франсиско де Бобадилья, обвинив его в незаконной торговле и отправив обратно в Испанию. Впоследствии Бастидас был оправдан Короной по всем предъявленным ему обвинениям. Поэтому назначенное ему наказание было чрезвычайно мягким - так  во всех селениях и городах на пути к королевскому двору ему нужно было показывать захваченное им золото.
После суда он вернулся  обратно в Новый свет в Санто-Доминго со своей семьей, где стал крупным заводчиком скота. В 1504 году он предпринял еще одну экспедицию в Огненную Землю, во время которой захватил 600 рабов для продажи в Эспаньоле.  В 1525 году он основал город Санта-Марта на северном берегу Колумбии.
В 1527 году Родриго де Бастидас был тяжело ранен во время сна в собственной палатке взбунтовавшимися солдатами, поднявшими мятеж из-за его отказа разделить добытое во время экспедиции золото. Его отправили на лечение в Санто-Доминго, но он умер по дороге на Кубе.
Бастидас считался самым благородным конкистадором Испании, поскольку относился к индейцам с гуманностью и уважением.